# الممثل الخاص للاتحاد الأوروبي

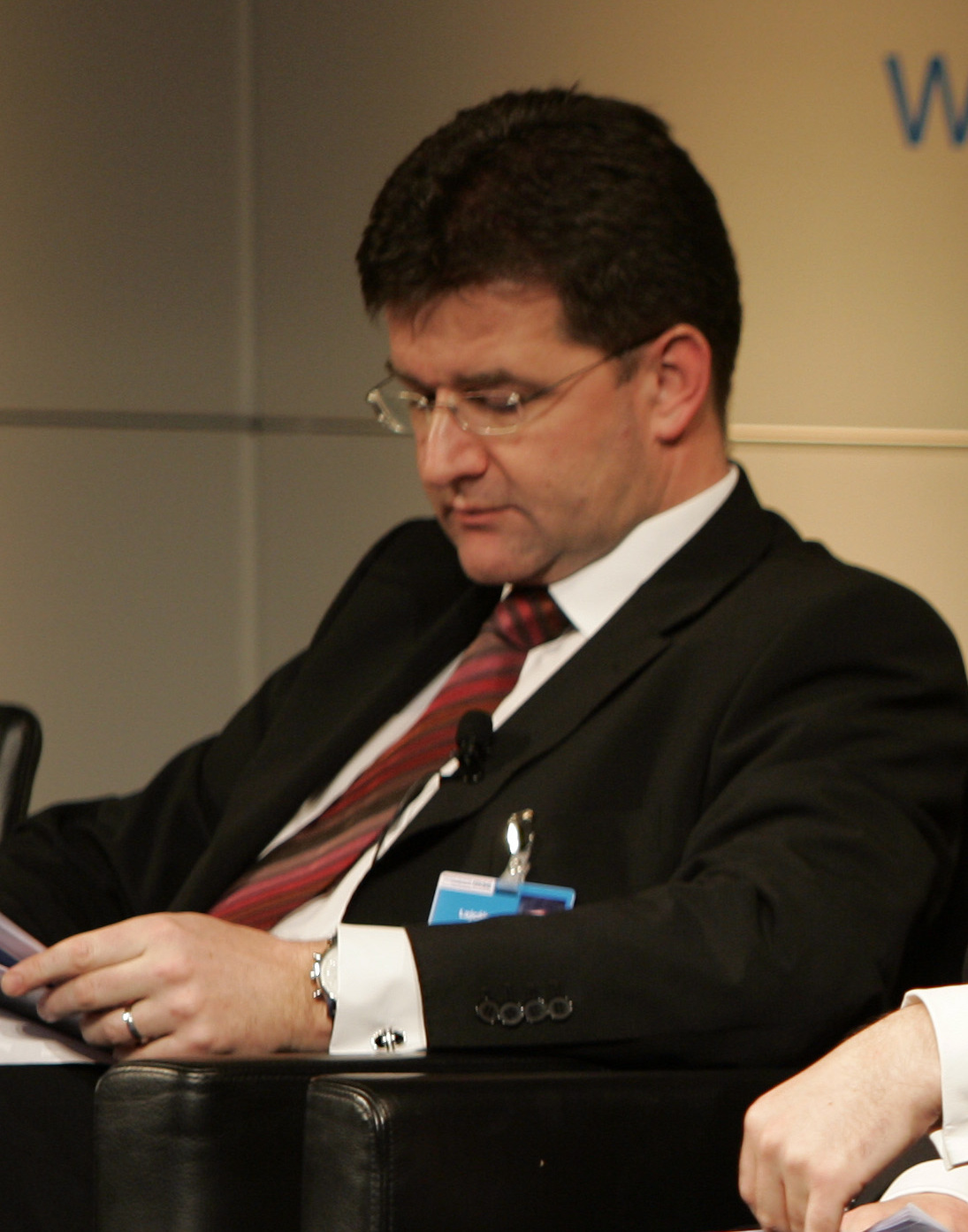

الممثلون الخاصون للاتحاد الأوروبي (بالإنجليزية:  The European Union Special Representatives)‏ اختصارًا (EUSR) هم مبعوثون من الاتحاد الأوروبي ولهم مهام محددة في الخارج. في حين أن سفراء الاتحاد الأوروبي مسؤولون عن الشؤون مع دولة واحدة، فإن الممثلين الخاصين يعالجون قضايا محددة أو مناطق صراع أو مناطق في البلدان. يُجيبون مباشرةً على الممثل السامي للاتحاد للشؤون الخارجية والسياسة الأمنية، ويشغل المنصب حاليًّا جوزيب بوريل.

## الممثلون الخاصون السابقون للاتحاد
يعتمد الجدول أدناه على مصادر رسمية مقدمة من الاتحاد الأوروبي.
| البلد                                       | الممثلون | المدة                           |
| ------------------------------------------- | --- | ------------------------------- |
| أفغانستان                                   | كلاوس بيتر كلايبر [الإنجليزية]                                                                                              | 10 ديسمبر 2001 – 30 يونيو 2002  |
| أفغانستان                                   | فرانشيسك فيندريل (Francesc Vendrell)                                                                                        | 1 يوليو 2002 – 31 أغسطس 2008    |
| أفغانستان                                   | إيتوري فرانشيسكو سيكو (Ettore Francesco Sequi) (أيضًا لدى باكستان من 15 يونيو 2009)                                          | 1 سبتمبر2008 – 31 مارس 2010     |
| أفغانستان                                   | فيغوداس أوشاكاس | 1 أبريل 2010 – 31 أغسطس 2013    |
| أفغانستان                                   | فرانز-مايكل سكجولد ميلبين [الإنجليزية]                                                                                      | 1 سبتمبر 2013 – 31 أغسطس 2017   |
| البحيرات العظمى الأفريقية                   | Aldo Ajello (مؤقت درجات التمثيل الدبلوماسي)                                                                                 | 25 مارس 1996 – 28 فبراير 2007   |
| البحيرات العظمى الأفريقية                   | Roeland van de Geer | 1 مارس 2007 – 31 أغسطس 2011     |
| الاتحاد الأفريقي                            | كوين فيرفايك [الإنجليزية]                                                                                                   | 6 ديسمبر 2007 – 31 أكتوبر 2011  |
| الاتحاد الأفريقي                            | غاري كوينس (Gary Quince) (رئيس وفد الاتحاد الأوروبي لدى الاتحاد الأفريقي حتى الآن)                                          | 1 نوفمبر 2011 – 30 يونيو 2014   |
| البوسنة والهرسك                             | بادي أشدون (أيضًا المندوب السامي للبوسنة والهرسك)                                                                            | 3 يونيو 2002 – 31 يناير 2006    |
| البوسنة والهرسك                             | كريستيان شوارز شيلينغ (أيضًا المندوب السامي للبوسنة والهرسك)                                                                 | 1 فبراير 2006 – 30 يونيو 2007   |
| البوسنة والهرسك                             | ميروسلاف لاجاك (أيضًا المندوب السامي للبوسنة والهرسك)                                                                        | 1 يوليو 2007 – 28 فبراير 2009   |
| البوسنة والهرسك                             | فالنتين انزكو (أيضًا المندوب السامي للبوسنة والهرسك حتى الآن)                                                                | 1 مارس 2009 – 31 أغسطس 2011     |
| البوسنة والهرسك                             | بيتر سورنسن [الإنجليزية] | 1 سبتمبر 2011 – 31 أكتوبر 2014  |
| البوسنة والهرسك                             | لارس غونار ويجمارك [الإنجليزية]                                                                                             | 1 مارس 2015 – 31 أغسطس 2019     |
| البوسنة والهرسك                             | يوهان ساتلر [الإنجليزية] | 1 سبتمبر 2019 – حتى الآن        |
| آسيا الوسطى                                 | يان كوبيتش | 28 يوليو 2005 – 5 يوليو 2006    |
| آسيا الوسطى                                 | بيير موريل (Pierre Morel)                                                                                                   | 5 أكتوبر 2006 – 30 يونيو 2012   |
| آسيا الوسطى                                 | باتريشيا فلور | 1 يوليو 2012 - 30 يونيو 2014    |
| حرب أوسيتيا الجنوبية 2008                   | بيير موريل (Pierre Morel)                                                                                                   | 25 سبتمبر 2008 – 31 أغسطس 2011  |
| حقوق الإنسان                                | ستافروس لامبرينيديس [الإنجليزية]                                                                                            | 1 سبتمبر 2012 – 28 فبراير 2019  |
| كوسوفو                                      | فولفغانغ بيتريتش (درجات التمثيل الدبلوماسي)                                                                                 | 5 أكتوبر 1998 – 29 يوليو 1999   |
| كوسوفو                                      | بيتر فيث [الإنجليزية] | 4 فبراير 2008 – 30 أبريل 2011   |
| كوسوفو                                      | فرناندو جنتيليني (Fernando Gentilini)                                                                                       | 1 مايو 2011 – 31 يناير 2012     |
| كوسوفو                                      | سامويل زبوغار [الإنجليزية]                                                                                                  | 1 فبراير 2012 – 31 أغسطس 2016   |
| مقدونيا الشمالية                            | فرانسوا لوتارد | 29 يونيو 2001 – 29 أكتوبر 2001  |
| مقدونيا الشمالية                            | آلان لي روي | 29 أكتوبر 2001 – 28 فبراير 2002 |
| مقدونيا الشمالية                            | ألكسيس بروهنز (Alexis Brouhns)                                                                                              | 30 سبتمبر 2002 – 31 ديسمبر 2003 |
| مقدونيا الشمالية                            | سورين جيسين بيترسن [الإنجليزية]                                                                                             | 26 يناير 2004 – 30 يونيو 2004   |
| مقدونيا الشمالية                            | مايكل ساهلين (Michael Sahlin)                                                                                               | 12 يوليو 2004 – 31 أغسطس 2005   |
| مقدونيا الشمالية                            | إروان فويري (Erwan Fouéré)                                                                                                  | 17 أكتوبر 2005 – 31 أغسطس 2011  |
| عملية السلام في الشرق الأوسط                | ميغيل أنخيل موراتينوس | 25 نوفمبر 1996 – 31 مايو 2002   |
| عملية السلام في الشرق الأوسط                | مارك أوتي [الإنجليزية] | 14 يوليو 2003 – 28 فبراير 2011  |
| عملية السلام في الشرق الأوسط                | أندرياس رينيكي [الإنجليزية]                                                                                                 | 1 فبراير 2012 – 31 ديسمبر 2013  |
| عملية السلام في الشرق الأوسط                | فرناندو جنتيليني (Fernando Gentilini)                                                                                       | 15 أبريل 2015 – 30 يونيو 2018   |
| مولدوفا                                     | أدريان جاكوبوفيتس دي زيجيد (Adriaan Jacobovits de Szeged)                                                                   | 23 مارس 2005 – 28 فبراير 2007   |
| مولدوفا                                     | كالمان ميزي [الإنجليزية] | 1 مارس 2007 – 28 فبراير 2011    |
| الساحل (أفريقيا)                            | ميشيل ريفيراند دي مينثون (Michel Reveyrand-de Menthon)                                                                      | 18 مارس 2013 – 31 أكتوبر 2015   |
| جنوب القوقاز                                | هيكي تالفيتي [الإنجليزية]                                                                                                   | 1 يوليو 2003 – 28 فبراير 2006   |
| جنوب القوقاز                                | بيتر سمنبي (Peter Semneby)                                                                                                  | 1 مارس 2006 – 28 فبراير 2011    |
| جنوب القوقاز                                | فيليب ليفورت [الإنجليزية](also for حرب أوسيتيا الجنوبية 2008)                                                               | 1 سبتمبر 2011 - 30 يونيو 2014   |
| جنوب القوقاز                                | هربرت سالبر (Herbert Salber) (أيضًا لدى حرب أوسيتيا الجنوبية 2008)                                                           | 1 يوليو 2014 - 15 أغسطس 2017    |
| عملية رويومونت                              | باناجيوتيس روميليوتيس [الإنجليزية] (كان بالفعل منسق عملية الاستقرار وعلاقات حسن الجوار في جنوب شرق أوروبا (عملية رويومونت)) | 31 مايو 1999 – 31 مايو 2000     |
| شمال أفريقيا                                | برناردينو ليون | 18 يوليو 2011 – 30 يونيو 2014   |
| (منسق خاص) ميثاق الاستقرار لجنوب شرق أوروبا | بودو هومباخ | 2 يوليو 1999 – 31 ديسمبر 2001   |
| (منسق خاص) ميثاق الاستقرار لجنوب شرق أوروبا | إرهارد بوسك [الإنجليزية] | 1 يناير 2002 – 30 يونيو 2008    |
| السودان                                     | بيكا هافيستو | 18 يوليو 2005 – 30 أبريل 2007   |
| السودان                                     | توربن بريل (Torben Brylle)                                                                                                  | 1 مايو 2007 – 31 أغسطس 2010     |
| السودان                                     | روزاليند مارسدن (أيضًا لدى جنوب السودان منذ 1 أغسطس 2011)                                                                    | 1 سبتمبر 2010 – 31 أكتوبر 2013  |
| صربيا والجبل الأسود                         | فيليبي غونثاليث | 8 يونيو 1998 – 11 أكتوبر 1999   |